# يكة رأس الرجاء
يكة رأس الرجاء (الاسم العلمي:Yucca capensis) هي نوع من النباتات تتبع جنس اليكة من الفصيلة الهليونية.